# Ludwig (serie televisiva)
Ludwig è una serie televisiva poliziesca britannica prodotta e trasmessa da BBC One a partire dal 2024. In Italia è trasmessa in prima visione sul canale Giallo nel 2025.
Nell'ottobre 2024, la BBC annunciò che sarebbe stata commissionata una seconda stagione di Ludwig, con Mitchell e Martin nei ruoli principali.

## Trama
John Taylor è un solitario creatore di parole crociate, che pubblica libri sull'argomento con lo pseudonimo di "Ludwig". Il suo fratello gemello identico, James Taylor, è un ispettore capo detective di successo nella polizia di Cambridge. James è scomparso e sua moglie Lucy chiede aiuto a John per risolvere il mistero. Fingendo di essere suo fratello, John si infiltra nella stazione di polizia locale per indagare e si ritrova suo malgrado coinvolto nella risoluzione di altri casi.

## Episodi
| Stagione       | Episodi | Prima TV UK | Prima TV Italia |
| -------------- | ------- | ----------- | --------------- |
| Prima stagione | 6       | 2024        | 2025            |

## Personaggi e interpreti

### Personaggi principali
- John "Ludwig" Taylor, interpretato da David Mitchell e, nella versione giovane, da Jakub Bednarczyk.
- DCI James Taylor, interpretato da David Mitchell e, nella versione giovane, da Jakub Bednarczyk.
- Lucy Betts-Taylor, interpretata da Anna Maxwell Martin.
- DI Russell Carter, interpretato da Dipo Ola.
- DS Alice Finch, interpretata da Izuka Hoyle.
- DC Simon Evans, interpretato da Gerran Howell.
- DCS Carol Shaw, interpretata da Dorothy Atkinson.
- Henry Betts-Taylor, interpretato da Dylan Hughes.
- Holly Pinder, interpretata da Sophie Willan.
- Chief Constable Ziegler, interpretato da Ralph Ineson.

### Personaggi secondari
- DI Matt Neville, interpretato da Karl Pilkington.
- Lady Camilla Bryce, interpretata da Felicity Kendal.
- Ross Barclay, interpretato da Hammed Animashaun.
- Megan Rowland, interpretata da Ella Bruccoleri.
- Adrian Tate, interpretato da Paul Chahidi.
- Gary Jennings, interpretato da Allan Mustafa.
- Mr Bishop, interpretato da Sam Swainsbury.
- Ms Freya Chordwell, interpretata da Rose Ayling-Ellis.
- Mr Todd, interpretato da Derek Jacobi.

## Produzione
La società di produzione della serie è Big Talk, in associazione con That Mitchell e Webb Company. Mark Brotherhood ha scritto la sceneggiatura ed è prodotta da Georgie Fallon. I produttori esecutivi includono Kenton Allen, Chris Sussman e Kathryn O'Connor. Mitchell è anche un produttore esecutivo, insieme allo sceneggiatore Brotherhood e Saurabh Kakkar. I registi sono Robert McKillop e Jill Robertson.
Nel gennaio 2024 Anna Maxwell Martin si è unita al cast, così come Izuka Hoyle, Gerran Howell, Dipo Ola, Dorothy Atkinson e Dylan Hughes. Le apparizioni come ospiti nella serie includono Karl Pilkington, Felicity Kendal, Hammed Animashaun, Paul Chahidi, Derek Jacobi, Allan Mustafa, Sam Swainsbury e Rose Ayling-Ellis.
Le riprese si sono svolte a Richmond upon Thames, Londra e Cambridge nel gennaio 2024.
Alan Connor è stato coinvolto come consulente per i puzzle della serie e ha prodotto i cruciverba usati come oggetti di scena nella serie. Ha anche lavorato con John Henderson ("Enigmatist") per impostare un cruciverba criptico per The Guardian nel personaggio di Ludwig.